# Uromys neobritannicus
Uromys neobritannicus is een knaagdier uit het geslacht Uromys dat voorkomt op Nieuw-Brittannië, een eiland in Papoea-Nieuw-Guinea. Deze soort is het nauwste verwant aan de Nieuw-Guinese bergmozaïekstaartrat (Uromys anak). Op Nieuw-Brittannië wordt hij "misi" genoemd. Waarschijnlijk is hij solitair.
De rug is bruinachtig, de onderkant lichtgeel. De staart en de vacht rond de ogen zijn zwart. De kop-romplengte bedraagt 252 tot 298 mm, de staartlengte 243 tot 279 mm, de achtervoetlengte 51 tot 58 mm, de oorlengte 26,5 tot 28 mm en het gewicht 570 tot 730 gram. Vrouwtjes hebben 0+2=4 mammae.
Bergmozaïekstaartrat (Uromys anak) · Mozaïekstaartrat (Uromys caudimaculatus) · Uromys boeadii · Uromys emmae · Uromys hadrourus · Uromys imperator · Uromys neobritannicus · Uromys porculus · Uromys rex · Uromys siebersi · Uromys vika